# Coudeville-sur-Mer
Coudeville-sur-Mer és un municipi francès situat al departament de la Manche i a la regió de Normandia. L'any 2007 tenia 766 habitants.

## Demografia

### Població
El 2007 la població de fet de Coudeville-sur-Mer era de 766 persones. Hi havia 301 famílies de les quals 67 eren unipersonals (28 homes vivint sols i 39 dones vivint soles), 103 parelles sense fills, 117 parelles amb fills i 14 famílies monoparentals amb fills.
La població ha evolucionat segons el següent gràfic:
Habitants censats

### Habitatges
El 2007 hi havia 603 habitatges, 309 eren l'habitatge principal de la família, 257 eren segones residències i 37 estaven desocupats. 583 eren cases i 15 eren apartaments. Dels 309 habitatges principals, 255 estaven ocupats pels seus propietaris, 51 estaven llogats i ocupats pels llogaters i 4 estaven cedits a títol gratuït; 1 tenia una cambra, 10 en tenien dues, 29 en tenien tres, 72 en tenien quatre i 197 en tenien cinc o més. 267 habitatges disposaven pel capbaix d'una plaça de pàrquing. A 120 habitatges hi havia un automòbil i a 177 n'hi havia dos o més.

### Piràmide de població
La piràmide de població per edats i sexe el 2009 era:
| Homes | Edats   | Dones |
| ----- | ------- | ----- |
| 0     | 95 o +  | 0     |
| 0     | 90 a 94 | 0     |
| 4     | 85 a 89 | 4     |
| 8     | 80 a 84 | 4     |
| 8     | 75 a 79 | 28    |
| 20    | 70 a 74 | 24    |
| 4     | 65 a 69 | 12    |
| 24    | 60 a 64 | 16    |
| 12    | 55 a 59 | 16    |
| 48    | 50 a 54 | 20    |
| 20    | 45 a 49 | 20    |
| 40    | 40 a 44 | 44    |
| 36    | 35 a 39 | 20    |
| 16    | 30 a 34 | 24    |
| 24    | 25 a 29 | 8     |
| 24    | 20 a 24 | 24    |
| 32    | 15 a 19 | 36    |
| 36    | 10 a 14 | 36    |
| 20    | 5 a 9   | 8     |
| 20    | 0 a 4   | 16    |

## Economia
El 2007 la població en edat de treballar era de 474 persones, 347 eren actives i 127 eren inactives. De les 347 persones actives 318 estaven ocupades (166 homes i 152 dones) i 30 estaven aturades (10 homes i 20 dones). De les 127 persones inactives 61 estaven jubilades, 36 estaven estudiant i 30 estaven classificades com a «altres inactius».

### Ingressos
El 2009 a Coudeville-sur-Mer hi havia 348 unitats fiscals que integraven 862,5 persones, la mediana anual d'ingressos fiscals per persona era de 18.853 €.

### Activitats econòmiques
Dels 27 establiments que hi havia el 2007, 1 era d'una empresa alimentària, 1 d'una empresa de fabricació de material elèctric, 1 d'una empresa de fabricació d'altres productes industrials, 6 d'empreses de construcció, 6 d'empreses de comerç i reparació d'automòbils, 1 d'una empresa de transport, 3 d'empreses d'hostatgeria i restauració, 1 d'una empresa financera, 1 d'una empresa immobiliària, 5 d'empreses de serveis i 1 d'una empresa classificada com a «altres activitats de serveis».
Dels 6 establiments de servei als particulars que hi havia el 2009, 1 era un paleta, 2 fusteries, 1 lampisteria, 1 electricista i 1 restaurant.
Els 2 establiments comercials que hi havia el 2009 eren fleques.
L'any 2000 a Coudeville-sur-Mer hi havia 32 explotacions agrícoles que ocupaven un total de 630 hectàrees.

## Equipaments sanitaris i escolars
El 2009 hi havia una escola elemental.

## Poblacions més properes
El següent diagrama mostra les poblacions més properes.